# Yū Watase

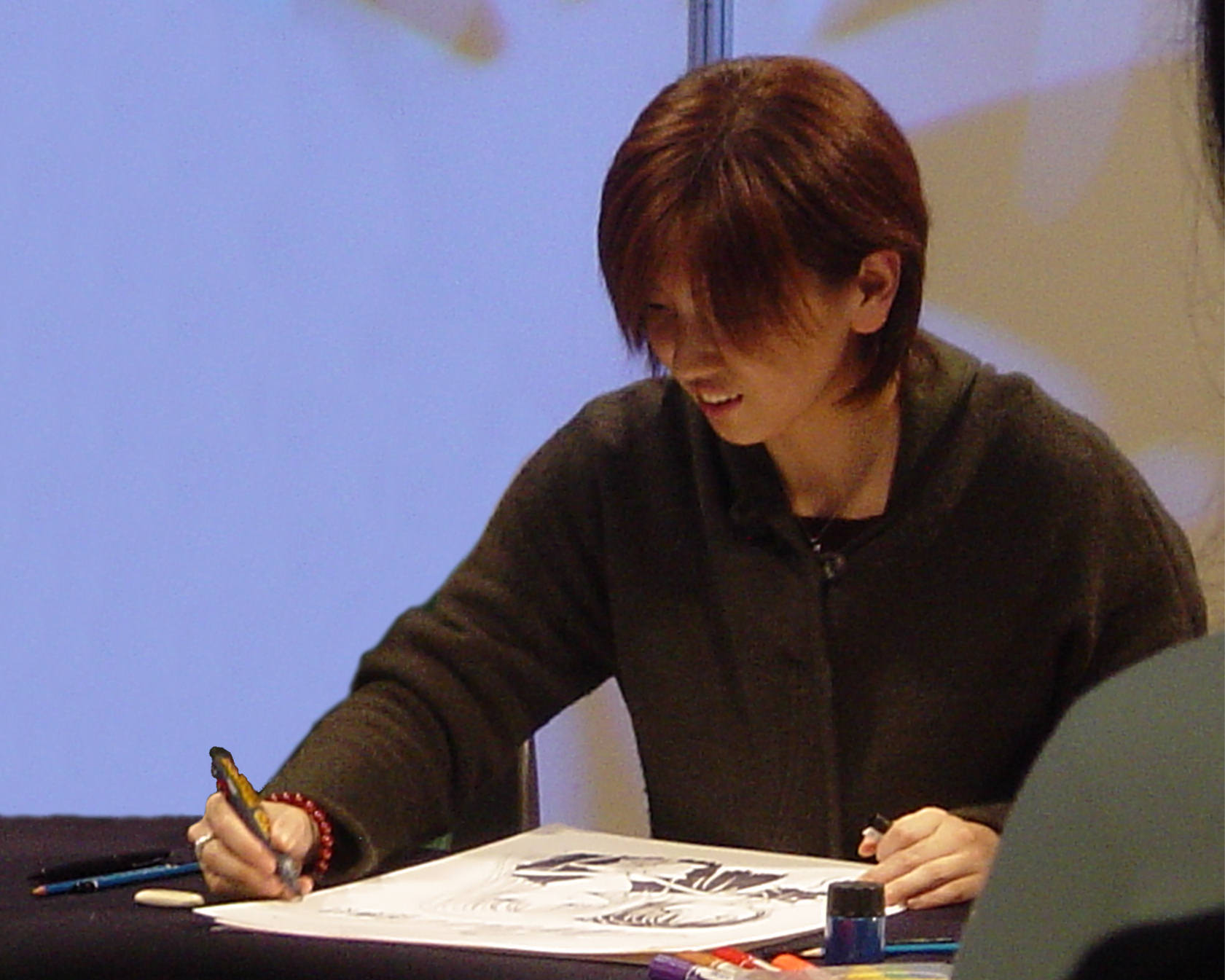

Yū Watase (jap. 渡瀬悠宇 Watase Yū; ur. 5 marca 1970 w Kishiwadzie w prefekturze Osaka) – japońska twórczyni mang. 
W wieku osiemnastu lat zadebiutowała pierwszą mangą Pajama de Ojama w czasopiśmie „Shōjo Comics”. Znana jest przede wszystkim z mangi Fushigi Yūgi (tłum. Tajemnica Przeszłości), którą w Polsce wydało wydawnictwo JPF. Na jej podstawie nakręcono anime, w Polsce emitowane na kanale Hyper pod tytułem Tajemnica przeszłości. Jest też autorką popularnej serii Ayashi no Ceres. 
W 2019 Watase dokonała coming outu jako niebinarna osoba x-gender (jap. Xジェンダー), preferuje żeńskie formy w języku angielskim (she/her).

## Wybrane mangi
- Fushigi yūgi (18 tomów)
- Fushigi yūgi genbu kaiden (9 tomów)
- Shishunki miman okotowari (3 tomy)
- Zoku shishunki miman okotowari (3 tomy)
- Shishunki miman okotowari kanketsu hen
- Epotoransu! Mai (2 tomy)
- Ayashi no Ceres (14 tomów)
- Appare jipangu! (3 tomy)
- Imadoki! (5 tomów)
- Alice 19th (7 tomów)
- Zettai kareshi (6 tomów)